# Thor Sydfyen
Die Thor Sydfyen war eine dänische Ro-Ro-Fähre. Das Schiff wurde 2013 umfangreich umgebaut und war bis 2019 als Nikolay Akseneko in Fahrt.

## Geschichte
Das Schiff wurde unter der Baunummer 170 auf der Werft Dannebrog Værft in Aarhus gebaut. Die Kiellegung erfolgte am 29. August, der Stapellauf am 15. Dezember 1977. Das Schiff wurde am 10. Mai 1978 an die Reederei Sydfyenske Dampskibsselskab abgeliefert, die es unter der Flagge Dänemarks zwischen Spodsbjerg auf der Insel Langeland und Tårs auf der Insel Lolland einsetzte. Das Schiff war die erste Fähre eines Flottenerneuerungsprogramms der Reederei. Ihr folgten 1982 die Odin Sydfyen und 1984 die Frigg Sydfyen.
Mit dem Verkauf der 1991 aus der Reederei Sydfyenske Dampskibsselskab entstandenen Reederei SFDS af 1991 an die DSB Rederi kam das Schiff 1996 zur DSB Rederi. Mit der Auslagerung des Fährgeschäftes in die Scandlines Danmark durch die Dänischen Staatsbahnen (DSB) wurde die Fähre 1997 Teil der Flotte von Scandlines Danmark.
Ab Mai 1998 verkehrte die Fähre zwischen Bøjden auf der Insel Fünen und Fynshav auf der Insel Als.
Ende 2007 wurde die Fähre an die zur Clipper Group gehörende Reederei Sydfynske verkauft. Zum 1. Januar 2008 übernahm die Clipper Group den Betrieb der Fährverbindung zwischen Bøjden und Fynshav, die nun unter dem Namen Alstrafikken vermarktet wurde. Nach dem Zusammenschluss mehrerer Fährreedereien zu Danske Færger wurde daraus im Januar 2011 AlsFærgen.
Die Fähre wurde 2012 aus der Fahrt genommen und in Spodsbjerg aufgelegt. Im Januar 2013 wurde sie verkauft. Für die Überführungsfahrt wurde das Schiff in Thor S umbenannt und unter die Flagge von Sierra Leone gebracht.
Ab April 2013 wurde das Schiff auf der ukrainischen Werft Yujnyi Sevastopol im Rahmen des Projekts CNF12 unter der Baunummer 3327 umfangreich umgebaut. Dabei wurden Teile des Rumpfes und der Decksaufbauten entfernt. Die entfernten Decksaufbauten wurden teilweise durch neue Decksaufbauten ersetzt. Das Schiff wurde durch den Umbau um rund drei Meter verkürzt. Der Stapellauf des umgebauten Schiffes erfolgte am 30. Juli 2013. Am 31. Oktober 2013 wurde das umgebaute Schiff abgeliefert und als Nikolay Akseneko wieder in Dienst gestellt. Für das Projekt zeichnete Marine Engineering Bureau verantwortlich.
Das umgebaute Schiff bekam die neue IMO-Nr. 9711250 und wurde vom Russischen Flussregister klassifiziert. Das unter der Flagge Russlands betriebene Schiff war für die Küstenfahrt zugelassen. Es wurde von der Reederei Anrusstrans (АнРуссТранс) zwischen Port Kawkas und Kertsch eingesetzt. Heimathafen des Schiffes ist Noworossijsk. Infolge des Baus der Krim-Brücke wurde das Schiff im September 2019 aus der Fahrt genommen und in Port Krym aufgelegt. Ende 2020 wurde es in Aliağa verschrottet.

## Technische Daten und Ausstattung
Das Schiff wurde von zwei B&W-Dieselmotoren (Typ: Alpha 408-26VO) mit jeweils 588 kW Leistung angetrieben. Die Motoren wirkten auf zwei Verstellpropeller. Das Schiff war mit zwei mit jeweils 147 kW Leistung angetriebenen Bugstrahlrudern ausgerüstet.
Für die Stromerzeugung standen vier Dieselgeneratorsätze zur Verfügung. Die Generatoren wurden jeweils von Scania-Dieselmotoren mit 194 kW Leistung angetrieben. Zwei der Motoren trieben Stamford-Generatoren mit jeweils 225 kVA Scheinleistung, die anderen beiden Roheico-Generatoren mit 219 kVA Scheinleistung an. Außerdem wurde ein von einem Scania-Dieselmotor angetriebener Stamford-Notgenerator mit 200 kVA Scheinleistung verbaut. Zwei der Dieselmotoren dienten auch für den Antrieb der beiden Bugstrahlruder.
Das Schiff war auf dem Hauptdeck mit einem durchlaufenden Fahrzeugdeck versehen. Das Fahrzeugdeck war größtenteils von den Decksaufbauten überbaut. Nur der hintere Bereich des Decks war nach oben offen. Die maximale Achslast betrug 10 t bei Achsen mit zwei Rädern bzw. 12 t bei Achsen mit vier Rädern. Am Bug und Heck des Schiffes befand sich eine jeweils nach oben öffnende Klappe. Die Zufahrt zum Schiff wurde in den Häfen durch landseitige Rampen sichergestellt. Für die einfachere Navigation beim Anlegen mit dem Heck befand sich am hinteren Ende der Decksaufbauten ein kleiner Steuerstand. Die nach oben öffnenden Klappen wurden beim Umbau des Schiffes entfernt und durch herunterklappbare Rampen ersetzt.
Unterhalb des Hauptdecks befanden sich in der vorderen Hälfte des Rumpfes Einrichtungen für die Schiffsbesatzung. An Bord war Platz für zwölf Besatzungsmitglieder. Dahinter befanden sich Maschinenräume für die Generatorsätze und die Antriebsmotoren. Oberhalb des Hauptdecks befand sich das Oberdeck mit den Einrichtungen für die Passagiere sowie offene Decksbereiche. Unter anderem ein Teil der hinteren Decksaufbauten und das vordere Steuerhaus wurden beim Umbau des Schiffes entfernt. Das Steuerhaus wurde ersetzt. Außerdem wurden auf dem Brückendeck technische Betriebsräume für die Klimaanlage und den Notgenerator eingerichtet. Der hintere Steuerstand blieb bestehen, wurde nun aber als Lager genutzt.
Das Schiff war nach dem Bau für 300 Passagiere zugelassen. Auf dem Fahrzeugdeck konnten 50 Pkw befördert werden. Nach dem Umbau betrug die Passagierkapazität 261 Personen. Auf dem Fahrzeugdeck standen 240 Spurmeter zur Verfügung. Die Fahrzeugkapazität wurde mit 43 bis 45 Pkw angegeben. Auf dem Oberdeck waren unter anderem drei Aufenthaltsräume für Passagiere und ein Selbstbedienungsrestaurant eingerichtet. In den Aufenthaltsräumen standen Sitzplätze für 80, 58 bzw. 30 Personen zur Verfügung. Weitere Sitzgelegenheiten für 93 Personen befanden sich auf dem offenen Bereich des Brückendecks.
Der Rumpf des Schiffes war eisverstärkt.